# MAMBO-9
MAMBO-9 (MM J100026.36+021527.9) — самая далёкая звёздообразующая галактика, когда-либо наблюдавшееся с помощью телескопа. Имеет красное смещение z = 5,850 ± 0,001.
Скорость звездообразования в ней эквивалентна 590 M ⊙ года−1 и 220 M ⊙ года−1. Мамбо-9 состоит из пары галактик MAMBO-9-A и MAMBO-9-B, разделённых на 6 килопарсек (19600 световых лет). MAMBO-9-а (Северный компонент) имеет относительно высокую скорость звездообразования около 590 солнечных масс в год, в то время как MAMBO-9-в (Южный компонент) образует звёзды со скоростью примерно 220 солнечных масс в год. Общая масса газа и пыли в Мамбо-9 в 10 раз больше, чем у всех звёзд в Млечном Пути: молекулярная масса водорода в галактике составляет 1,7 ± 0,4 × 1011 M ⊙, масса пыли — 1,3 ± 0,3 × 109 M ⊙, а масса звёзд — {\displaystyle 3,2_{-1,5}^{+1,0}} × 109 M ⊙. MAMBO-9 образовалась примерно через 970 миллионов лет после Большого взрыва.
Галактика была открыта 27 сентября 1880 года Эрнстом Вильгельмом Леберехтом Темпелем. В 2007 году MAMBO-9 идентифицирована прибором Max-Planck Millimeter BOlometer (MAMBO) на 30-метровой миллиметровом радиотелескопе IRAM 30m telescope на юге Испании и интерферометром Plateau de Bure Interferometer во Франции.
В 2019 году астрономический интерферометр ALMA снял первое изображение галактики MAMBO-9. Использование ALMA позволило учёным сделать вывод, что это самая отдалённая, пыльная звёздообразующая галактика, которую можно увидеть без помощи гравитационной линзы.